# Chicago Film Critics Association Awards 2013
La cerimonia di premiazione della 26ª edizione dei Chicago Film Critics Association Awards si è tenuta a Chicago, Illinois, il 16 dicembre 2013, per premiare i migliori film prodotti nel corso dell'anno. Le candidature sono state annunciate il 13 dicembre 2013.

## Vincitori e candidati
I vincitori sono indicati in grassetto.

### Miglior film
- 12 anni schiavo (12 Years a Slave), regia di Steve McQueen
- American Hustle - L'apparenza inganna (American Hustle), regia di David O. Russell
- Gravity, regia di Alfonso Cuarón
- Lei (Her), regia di Spike Jonze
- A proposito di Davis (Inside Llewyn Davis), regia di Joel ed Ethan Coen

### Miglior attore
- Chiwetel Ejiofor - 12 anni schiavo (12 Years a Slave)
- Matthew McConaughey - Dallas Buyers Club
- Oscar Isaac - A proposito di Davis (Inside Llewyn Davis)
- Bruce Dern - Nebraska
- Robert Redford - All Is Lost - Tutto è perduto (All Is Lost)

### Migliore attrice
- Cate Blanchett - Blue Jasmine
- Sandra Bullock - Gravity
- Adèle Exarchopoulos - La vita di Adele (La Vie d'Adèle - Chapitres 1 & 2)
- Brie Larson - Short Term 12
- Meryl Streep - I segreti di Osage County (August: Osage County)

### Miglior attore non protagonista
- Jared Leto - Dallas Buyers Club
- Barkhad Abdi - Captain Phillips - Attacco in mare aperto (Captain Phillips)
- Michael Fassbender - 12 anni schiavo (12 Years a Slave)
- James Franco - Spring Breakers - Una vacanza da sballo (Spring Breakers)
- James Gandolfini - Non dico altro (Enough Said)

### Migliore attrice non protagonista
- Lupita Nyong'o - 12 anni schiavo (12 Years a Slave)
- Scarlett Johansson - Lei (Her)
- Jennifer Lawrence - American Hustle - L'apparenza inganna (American Hustle)
- Léa Seydoux - La vita di Adele (La Vie d'Adèle - Chapitres 1 & 2)
- June Squibb - Nebraska

### Miglior regista
- Steve McQueen - 12 anni schiavo (12 Years a Slave)
- Joel ed Ethan Coen - A proposito di Davis (Inside Llewyn Davis)
- Alfonso Cuarón - Gravity
- David O. Russell - American Hustle - L'apparenza inganna (American Hustle)
- Spike Jonze - Lei (Her)

### Miglior fotografia
- Emmanuel Lubezki - Gravity
- Bruno Delbonnel - A proposito di Davis (Inside Llewyn Davis)
- Roger Deakins - Prisoners
- Hoyte van Hoytema - Lei (Her)
- Sean Bobbitt - 12 anni schiavo (12 Years a Slave)

### Miglior direzione artistica
- Gravity
- 12 anni schiavo (12 Years a Slave)
- Il grande Gatsby (The Great Gatsby)
- Lei (Her)
- A proposito di Davis (Inside Llewyn Davis)

### Miglior montaggio
- Alfonso Cuarón e Mark Sanger - Gravity
- Joe Walker - 12 anni schiavo (12 Years a Slave)
- Alan Baumgarten, Jay Cassidy e Crispin Struthers - American Hustle - L'apparenza inganna (American Hustle)
- Shane Carruth e David Lowery - Upstream Color
- Thelma Schoonmaker - The Wolf of Wall Street

### Miglior colonna sonora originale
- William Butler e Owen Pallett - Lei (Her)
- Steven Price - Gravity
- Cliff Martinez e Skrillex - Spring Breakers - Una vacanza da sballo (Spring Breakers)
- Hans Zimmer - 12 anni schiavo (12 Years a Slave)
- Alfonso de Vilallonga - Blancanieves

### Migliore sceneggiatura originale
- Spike Jonze  - Lei (Her)
- David O. Russell e Eric Warren Singer - American Hustle - L'apparenza inganna (American Hustle)
- Woody Allen - Blue Jasmine
- Joel ed Ethan Coen - A proposito di Davis (Inside Llewyn Davis)
- Bob Nelson - Nebraska

### Migliore sceneggiatura non originale
- John Ridley - 12 anni schiavo (12 Years a Slave)
- Tracy Letts - I segreti di Osage County (August: Osage County)
- Richard Linklater, Julie Delpy e Ethan Hawke - Before Midnight
- Steve Coogan e Jeff Pope - Philomena
- Terence Winter - The Wolf of Wall Street

### Miglior film d'animazione
- Si alza il vento (風立ちぬ), regia di Hayao Miyazaki
- I Croods (The Croods), regia di Kirk De Micco e Chris Sanders
- La collina dei papaveri (コクリコ坂から), regia di Gorō Miyazaki
- Frozen - Il regno di ghiaccio (Frozen), regia di Chris Buck e Jennifer Lee
- Monsters University, regia di Dan Scanlon

### Miglior film documentario
- L'atto di uccidere (The Act of Killing), regia di Joshua Oppenheimer e Signe Byrge Sørensen
- 20 Feet from Stardom, regia di Morgan Neville
- The Armstrong Lie, regia di Alex Gibney
- Blackfish, regia di Gabriela Cowperthwaite
- Stories We Tell, regia di Sarah Polley

### Miglior film in lingua straniera
- L'atto di uccidere (The Act of Killing), regia di Joshua Oppenheimer e Signe Byrge Sørensen (Stati Uniti)
- La vita di Adele (La Vie d'Adèle - Chapitres 1 & 2), regia di Abdellatif Kechiche (Francia)
- Il sospetto (Jagten), regia di Thomas Vinterberg (Danimarca)
- La bicicletta verde (Wadjda), regia di Haifaa Al-Mansour (Arabia Saudita)
- Si alza il vento (風立ちぬ), regia di Hayao Miyazaki (Giappone)

### Miglior regista rivelazione
- Destin Daniel Cretton - Short Term 12
- Lake Bell - In a World... - Ascolta la mia voce (In a World...)
- Ryan Coogler - Prossima fermata Fruitvale Station (Fruitvale Station)
- Joseph Gordon-Levitt - Don Jon
- Joshua Oppenheimer - L'atto di uccidere (The Act of Killing)

### Miglior performance rivelazione
- Adèle Exarchopoulos - La vita di Adele (La Vie d'Adèle - Chapitres 1 & 2)
- Barkhad Abdi - Captain Phillips - Attacco in mare aperto (Captain Phillips)
- Chadwick Boseman - 42 - La vera storia di una leggenda americana (42)
- Lupita Nyong'o - 12 anni schiavo (12 Years a Slave)
- Tye Sheridan - Mud